# Xã Owanka, Quận Pennington, South Dakota
Xã Owanka (tiếng Anh: Owanka Township) là một xã thuộc quận Pennington, tiểu bang Nam Dakota, Hoa Kỳ. Năm 2010, dân số của xã này là 28 người.